# Prednja Hispanija
Prednja Hispanija (latinsko: Hispania citerior), provinca Rimske republike v Hispaniji, ki je obsegala severovzhodno obalo Iberskega polotoka in dolino reke Ebro v sedanji Španiji. Zahodno od nje je bila Zadnja Hispanija - Hispania ulterior, ki se je tako imenovala zato, ker je bila bolj oddaljena od Rima.